# Березники (Октябрьское сельское поселение)
Березники (в исторической литературе в связи с городищем — Березняки) — деревня Октябрьского сельского округа в Октябрьском сельском поселении Рыбинского района Ярославской области.
Деревня расположена на севере сельского поселения, на левом высоком берегу реки Сонохта, примерно на расстоянии 1 км от её впадения в Волгу. На противоположном берегу реки Сонохта находится посёлок городского типа Песочное. На расстоянии около 1,5 км на северо-запад стоит деревня Панфилки .
Официальный "Список памятников истории и культуры Рыбинского района" показывает в 3 км к западу от Березников археологический памятник: селище XI—XIII в.. Однако гораздо большую известность имеет относящееся к дьяковской культуре городище Березняки, датируемое IV—VI веком и расположенное на северо-восток от села в устье Сонохты. Городище было детально исследовано П. Н. Третьяковым в 1934—1935.
Валуны в устье Сонохты, к северо-востоку от Березников объявлены охраняемым памятником природы.
На 1 января 2007 года в деревне числилось 5 постоянных жителей . Почтовое отделение, расположенное в посёлке Песочное, обслуживает в деревне Березники 26 домов.